# Seïrgebergte

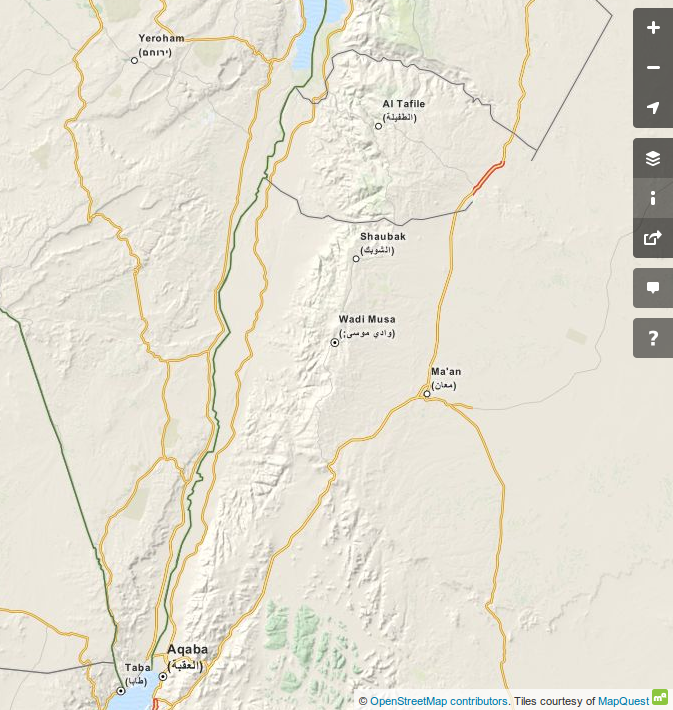
Seïrgebergte (aangeduid als Shaubak op deze kaart)

Het Seïrgebergte (Hebreeuws: הַר-שֵׂעִיר) bevindt zich tussen de Dode Zee en de Golf van Akaba en was de zuidoostelijke grens tussen Edom en het Koninkrijk Juda. Het kan ook de oudere historische grens zijn geweest van het Egyptische Rijk in Kanaän. In de tempel van Amenhotep III in Soleb (ca. 1380 v.Chr.) wordt een plaats "Seïr, in het land van Shasu" genoemd, waarvan wordt aangenomen dat deze dicht bij Petra lag.

## Overlevering in de Bijbel
Volgens de overlevering in de Hebreeuwse Bijbel werd Seïr in de tijd van Abraham bewoond door de Horieten. Later vertrok Esau, de kleinzoon van Abraham, naar Seïr. Zijn nakomelingen, de Edomieten, verdreven de Horieten en noemden het land Edom.
Tijdens de regering van koning Hizkia trokken 500 man uit de stam Simeon naar Seïr en nadat ze er de laatst overgebleven Amalekieten hadden verdreven, gingen ze er zich vestigen.

## Locatie van de Sinaï?
Uit vergelijking van Numeri 33:8-10 met Deuteronomium 1:1 blijkt dat de berg Sinaï tussen de Golf van Akaba en Paran lag. Hieruit zou volgen dat de Sinaï/Horeb in het Seïrgebergte zou moeten liggen of in elk geval niet te ver ten westen ervan. Deuteronomium 33:2 en Rechters 5:4,5 ondersteunen dit. Daarom komen diverse bergen in dit gebergte in aanmerking voor deze identificatie, met name de berg Hor.